# Scurge: Hive
Scurge: Hive è un videogioco d'azione del 2006 per Game Boy Advance. Del gioco ne è stata realizzata una versione per Nintendo DS che utilizza il touch screen come mappa del gioco. Il design sonoro è affidato a Jake Kaufman.

## Trama
La protagonista di Scurge: Hive è la cacciatrice di taglie Jenosa Arma che deve affrontare la minaccia aliena causata dal virus Scurge.

## Modalità di gioco
Metroidvania, il gioco presenta tratti dai videogiochi di ruolo, dagli sparatutto oltre a rompicapo.